# Mario Poretti
Mario Alfredo Poretti (ur. 10 października 1903 w Lugano, zm. w 1989) – szwajcarski piłkarz występujący na pozycji napastnika.
W reprezentacji Szwajcarii zadebiutował 22 marca 1925 w przegranym 0:2 towarzyskim meczu z Austrią. W latach 1925–1926 w drużynie narodowej rozegrał trzy spotkania.